# 박민수 (체조 선수)
박민수(1994년 11월 21일 ~ )은 대한민국의 체조 선수이다

## 학력
- 수원농생명과학고등학교
- 한양대학교 스포츠산업학과

## 수상
- 2016년 브라질 리우 올림픽 출전
- 2018년 제18회 자카르타-팔렘방 아시안게임 남자 단체전 동메달
- 2014년 제17회 인천 아시안게임 기계체조 남자 안마 동메달
- 2014년 제17회 인천 아시안게임 기계체조 남자 단체전 은메달
- 2014년 인천국제체조대회 남자 철봉 동메달

## 경력
- 2014년 제17회 인천 아시안게임 대한민국 남자 체조 국가대표